# Bombésine
Pour les articles homonymes, voir GRP.

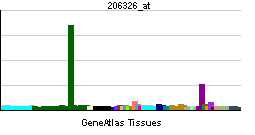
Modèle d'expression génique du gène GRP.

La bombésine, appelée aussi GRP (Gastrin-Releasing Peptide)[réf. nécessaire],  est le neurotransmetteur par lequel le nerf vague agit sur les cellules G de la muqueuse gastrique. Cette stimulation provoque une sécrétion de gastrine, et cette dernière agit à plusieurs niveaux dans le système de sécrétion gastrique dans le but d'augmenter l'acidité du suc gastrique. Il s'agit d'un polypeptide qui consiste en la séquence des 14 acides aminés suivants: Glu-Gln-Arg-Leu-Gly-Asn-Gln-Trp-Ala-Val-Gly-His-Leu-Met.